# Acacio
Acacio es un nombre propio masculino de origen griego en su variante en español. Proviene del griego 'Ακάκιος (Akákios) y significa "puro y sin maldad" o "no malicioso". En la mitología griega Acacio es un sobrenombre de Hermes, al que se consideraba benefactor de la humanidad.

## Santoral
- 9 de abril: San Acacio de Amida.
- 22 de junio: San Acacio.
- San Acacio de Melitene, obispo de Melitene en el siglo III.
- San Acacio de Bizancio, general romano del s. II.

## Variantes
- Femenino: Acacia.

### Variantes en otros idiomas
| Variantes en otras lenguas | Variantes en otras lenguas |
| -------------------------- | -------------------------- |
| Español                    | Acacio                     |
| Alemán                     | Acacius, Achaz             |
| Catalán                    | Acaci                      |
| Checo                      | Akácius                    |
| Euskera                    | Akaki                      |
| Francés                    | Acace                      |
| Gallego                    | Acacio                     |
| Griego                     | 'Ακάκιος (Akákios)         |
| Holandés                   | Achatius                   |
| Húngaro                    | Ákos                       |
| Inglés                     | Acacius                    |
| Italiano                   | Acacio                     |
| Latín                      | Achatius                   |
| Lituano                    | Akacijus                   |
| Polaco                     | Achacjusz, Achacy          |
| Portugués                  | Acácio                     |
| Rumano                     | Acaţiu                     |
| Ruso                       | Акакий (Akaki)             |
| Serbio                     | Акакије (Akakije)          |